# Manuel Benítez Salvatierra
Manuel Benítez Salvatierra (1918-1977), también conocido por el pseudónimo «César del Arco», fue un periodista y escritor español.

## Biografía
Sevillano de nacimiento, a edad temprana se afilió a la Falange. Ingresó en el mundo del periodismo, donde pronto empezó a ser conocido por el apodo «César del Arco». Llegó a ser director de los diarios F.E., Sevilla, y Suroeste, todos ellos pertenecientes a la Cadena de Prensa del Movimiento. También dirigió entre 1960 y 1975 la edición andaluza del diario Pueblo, así como el semanario deportivo ¡Oiga! —fundado en 1953—, y la emisora sindical La Voz del Guadalquivir. En noviembre de 1961 fue detenido y encarcelado por orden del gobernador civil de Sevilla, Hermenegildo Altozano Moraleda, tras haber publicado Benítez un artículo en el diario Pueblo en el que pedía responsabilidades políticas por la gestión de las graves inundaciones que habían tenido lugar en aquellas fechas. Manuel Benítez también estuvo muy relacionado con el mundo de la tauromaquia, publicando varias obras sobre la materia. Falleció en 1977, mientras era director del diario Suroeste.
Tuvo 5 hijos, una de ellas Nina Salvatierra, que también fue periodista y destacaría en medios como Radio Nacional y Televisión Española.

## Obras
- —— (1958). Medio siglo de fútbol sevillano. Victorias, anécdotas y venturas del Real Betis Balompié. Sevilla.
- —— (1975). Los Cuernos. Madrid: Editorial Sedmay.